# James Cochran (Politiker, um 1767)
James Otis Cochran (* um 1767 im Person County, Province of North Carolina; † 7. April 1813 in Roxboro, North Carolina) war ein US-amerikanischer Politiker. Zwischen 1809 und 1813 vertrat er den Bundesstaat North Carolina im US-Repräsentantenhaus.

## Werdegang
James Cochran war der Großvater von James C. Dobbin (1814–1857), der von 1853 bis 1857 Marineminister der Vereinigten Staaten sowie zuvor Kongressabgeordneter aus North Carolina war. Er besuchte die öffentlichen Schulen seiner Heimat und arbeitete danach nahe Helena in der Landwirtschaft. Gleichzeitig begann er als Mitglied der Demokratisch-Republikanischen Partei eine politische Laufbahn.
Zwischen 1802 und 1806 war Cochran Abgeordneter im Repräsentantenhaus von North Carolina. Im Jahr 1807 wurde er in den Staatssenat gewählt. Bei den Kongresswahlen des Jahres 1808 wurde er im neunten Wahlbezirk von North Carolina in das US-Repräsentantenhaus in Washington, D.C. gewählt, wo er am 4. März 1809 die Nachfolge von Marmaduke Williams antrat. Nach einer Wiederwahl konnte er bis zum 3. März 1813 zwei Legislaturperioden im Kongress absolvieren. In diese Zeit fiel der Beginn des Britisch-Amerikanischen Krieges.
James Cochran starb am 7. April 1813, etwa fünf Wochen nach seinem Ausscheiden aus dem US-Repräsentantenhaus, in Roxboro.